# John Deere 9630
John Deere 9630 är en jordbrukstraktor tillverkad av John Deere.

## Allmänt
Modellen 9630 är en av de största serietillverkade traktorerna i världen, och den var mellan lanseringen 2007 och utfasningen 2013 den största som tillverkades av John Deere. 
Traktorn är midjestyrd med åtta lika stora däck monterade parvis. Modellen har en sexcylindrig dieselmotor med en cylindervolym på 826,7 kubiktum (13,55 liter) och en effekt på 530 hp (395 kW). Hjulbasen är 12 ft (3,66 m) och fordonets bredd är 120 in (3,05 m). Traktorns vikt kan variera beroende på bland annat mängd bränsle och ballast, och anges till 37 290 – 54 165 lbs (16,9–24,6 ton).

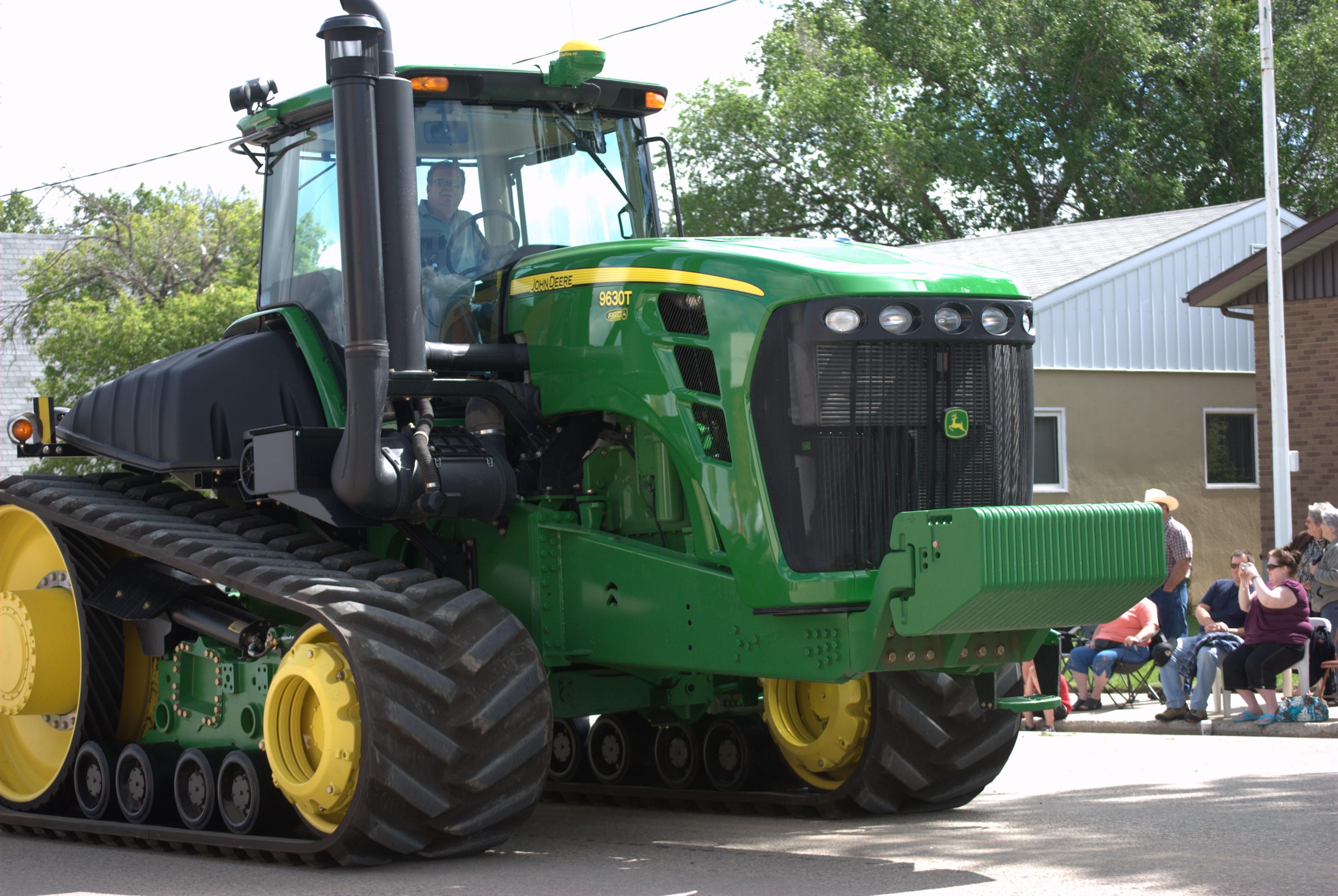
En John Deere 9630T utan midjestyrning och med 2 larvband av gummi.

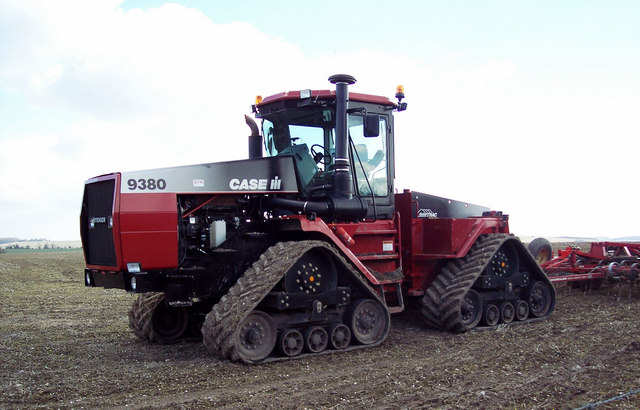
En Case IH 9380 QuadTrac med midjestyrning och 4 larvband.

Maximal dragkraft med lägsta växeln har i test mätts upp till 53 666 lbf (239 kN, motsvarande 24 "ton").

### Modell med larvband
Modellen finns även med larvband istället för däck och benämns då 9630T. Denna skiljer sig väsentligt från 9630 genom att den inte har midjestyrning, utan svänger genom att låta de två larvbanden gå med olika hastighet.
Designen av 9630T är annorlunda och enklare än den i storlek jämförbara konkurrenten Case IH QuadTrac som har midjestyrning och fyra larvband.